# Sant Cristòfol de Fonolleres
Sant Cristòfol de Fonolleres és un edifici religiós del municipi de Parlavà (Baix Empordà) inclòs en l'Inventari del Patrimoni Arquitectònic de Catalunya.

## Descripció

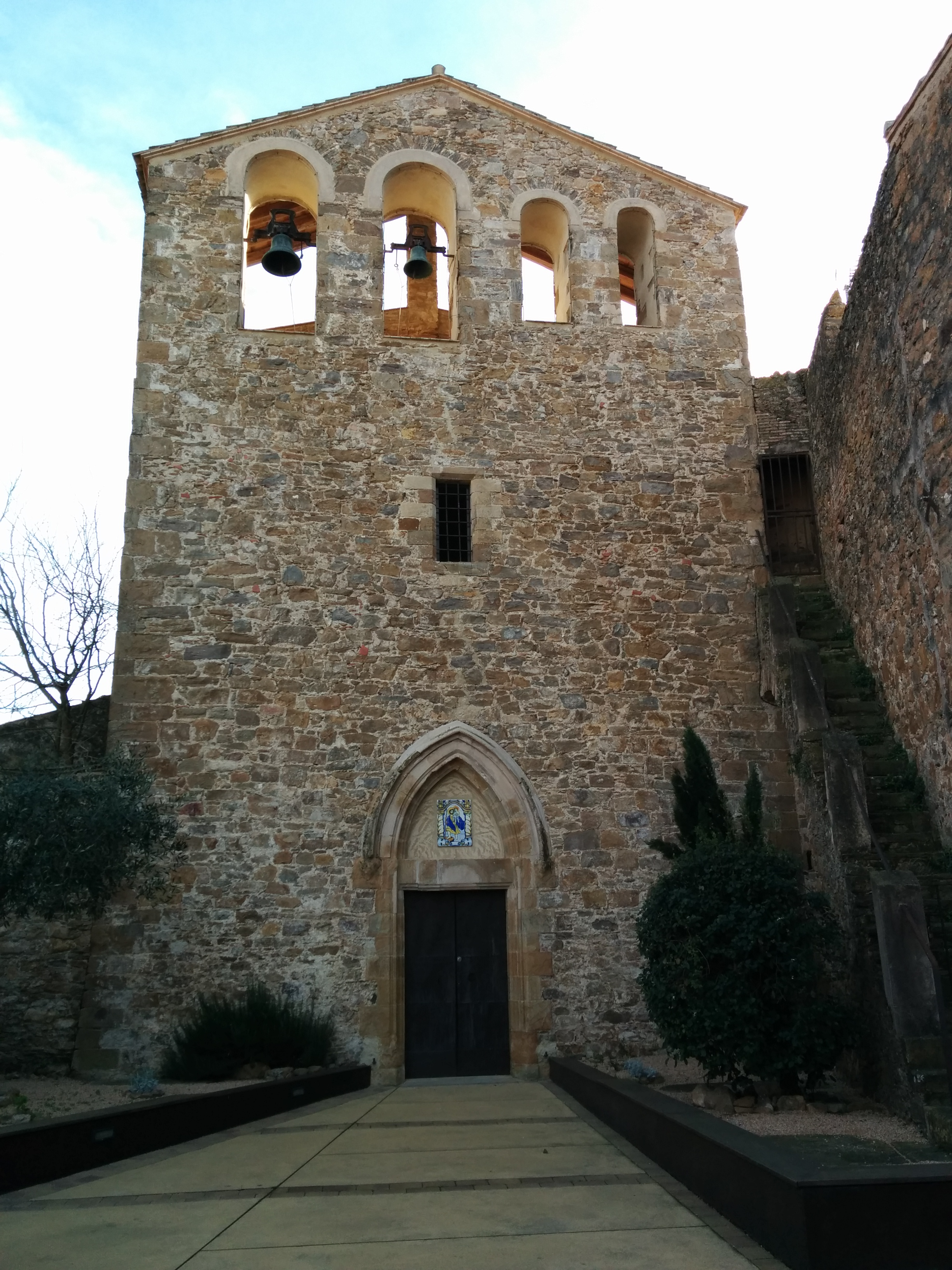

Església d'una nau amb absis interiorment poligonal de cinc cares i semicircular a l'exterior. Posseeix capelles laterals afegides tardanament. L'absis és sobrealçat amb una construcció de caràcter defensiu. La portalada, al frontis, té arquivoltes apuntades, llinda i timpà llis; els relleus de les impostes són molt erosionats. Campanar d'espadanya, de quatre arcades. La volta de la nau és apuntada, amb tres arcs torals que, com el triomfal, presenten mènsules amb representació escultòrica de caps humans i esses fantàstics. Al presbiteri hi ha volta de creueria. La construcció és de grans rebles i morter, amb carreus angulars. A l'exterior, com a fonament de l'absis, s'hi conserva un fragment de la capçalera preromànica del temple anterior.
De l'església en resta una part del seu absis de planta rectangular o trapezial tardogòtica. Es conserven els murs de l'absis preromànic. En el mur de llevant trobem una petita creu grega.

## Història
L'església és citada en la donació de l'any 1122 al bisbe de Girona per part d'Estefania de Fonolleres.

### Absis preromànic de Sant Cristòfol
Aquest vestigi del temple preromànic ha estat exhumat l'any 1970 i quedava al descobert la resta de l'absis preromànic.